# Gondowulan
Gondowulan is een bestuurslaag in het regentschap Wonosobo van de provincie Midden-Java, Indonesië. Gondowulan telt 3310 inwoners (volkstelling 2010).